# Pandala
Pandala, parfois Dofus : Pandala ou Pandala : Dofus, est une série de bande dessinée scénarisé et illustrée à la peinture par Bertrand Hottin. Tot est chargé du scénario pour le premier album.

## Tomes
1. Tome 1, Roubaix, Ankama éd., avril 2007, 95 p. (ISBN 978-2-9524509-9-7)
2. Tome 2, Roubaix, Ankama éd., mars 2008, 85 p. (ISBN 978-2-916739-16-8)
3. Tome 3, Roubaix, Ankama éd., 4 juin 2009, 88 p. (ISBN 978-2-35910-002-0)